# Lista de jornais e revistas
Esta é uma lista de jornais e revistas de todo o mundo organizada por continente.

## África

### Cabo Verde
- Expresso das Ilhas
- A Nação[1]

### Guiné-Bissau
- Nô Pintcha
- O Democrata
- Donos Da Bola
- Última Hora

### São Tomé e Príncipe
- Tela Non Diário de São Tomé e Príncipe (São Tomé)

## América

### Argentina
- Clarín (Buenos Aires)
- La Capital (Rosario)
- La Nación (Buenos Aires)
- Olé (Buenos Aires)
- Página 12 (Buenos Aires)

### Bolívia
- La Razón (La Paz)

### Brasil
- Última Hora (Rio de Janeiro)
- O Globo
- Gazeta do povo
- Gazeta Mercantil

### Canadá
- Calgary Herald (Calgary)
- Calgary Sun (Calgary)
- Journal de Montréal (Montreal)
- Ottawa Sun (Ottawa)
- La Presse (Cidade do Quebec)
- Vancouver Sun (Vancouver)
- Winnipeg Sun (Winnipeg)

### Chile
- El Mercurio (Santiago)
- La Tercera (Santiago)

### Colômbia
- El Colombiano (Bogotá)
- La República (Bogotá)

### Cuba
- Granma (Havana)

### Equador
- El Comercio (Quito)

### Estados Unidos
- Boston Globe (Boston)
- Chicago Tribune (Chicago)
- Chicago Sun-Times (Chicago)
- The Christian Science Monitor (Boston)
- Los Angeles Times (Los Angeles)
- The Miami Herald (Miami)
- New York Daily News (Nova Iorque)
- The New York Times (Nova Iorque)
- USA Today (McVean)
- The Wall Street Journal (Nova Iorque)
- The Washington Post (Washington)

### México
- La Crónica de Hoy (México, D.F)
- La Jornada (México, D. F.)
- El Universal (México, D. F.)
- El Heraldo de Mexico (Cidade do México)
- El Sol de Mexico (Cidade do México)
- La Prensa (Cidade do México)
- Milenio Diario (Cidade do México)
- Periódico (nacional)

### Peru
- El Comercio (Lima)

### Uruguai
- Últimas Noticias (Montevidéu)

### Venezuela
- El Universal (Caracas)
- El Globo (Caracas)
- La Razón (Caracas)

## Ásia

### China
- Can Kao Xiao Xi (Pequim)
- Qingadao Ribao (Pequim)
- Renmin Ribao (Pequim)
- South China Morning Post (Hong Kong)

### Coreia do Sul
- The Chosun Ilbo (Seul)
- The Dong-a Ilbo (Seul)
- JoongAng Ilbo (Seul)
- Korea JoongAng Daily (Seul)
- The Korea Herald (Seul)
- The Korea Times (Seul)

### Filipinas
- Abante (Makati)
- Bulgar (Cidade Quezon)
- BusinessMirror (Makati)
- BusinessWorld (Cidade Quezon)
- Malaya (Manila)
- Manila Bulletin (Manila)
- Manila Standard (Manila)
- Philippine Daily Inquirer (Makati)
- The Manila Times (Manila)
- The Philippine Star (Manila)
- The Daily Tribune (Makati)

### Índia
- The Hindustan Times (Nova Délhi)
- The Times of India (Nova Délhi)
- The Telegraph (Nova Délhi)

### Indonésia
- The Jakarta Post (Jacarta)

### Israel
- Haaretz (Jerusalém)
- YediothAhronoth (Tel-Aviv)

### Japão
- Asahi Shimbun (Tóquio)
- Yomiuri Shimbun (Tóquio)
- Mainichi Shimbun (Tóquio)
- Nikoli (Tóquio)
- Nihon Keizai Shimbun (Tóquio)
- Sankei Shimbun
- Seikyo Shimbun (Tóquio)

### Malásia
- The New Straits Times (Kuala Lumpur)

### Timor Leste
- Suara Timor Lorosae (Díli)
- Timor Post (Díli)
- Jornal Nacional Semanário (Díli)
- Timor Digital

## Europa

### Alemanha
- Bild Zeitung (Frankfurt)
- Süddeutsche Zeitung (Munique)
- Der Tagesspiegel (Berlim)
- die tageszeitung (Berlim)
- Der Spiegel (Hamburgo)
- Frankfurter Allgemeine Zeitung (Frankfurt)

### Bélgica
- Der Morgen (Antuérpia)

### Espanha
- ABC (Madri)
- El Mundo (Madri)
- El País (Madri)

### França
- International Herald Tribune (Paris)
- Le Figaro (Paris)
- Libération (Paris)
- Le Monde (Paris)
- Le Monde diplomatique (Paris)

### Irlanda
- The Irish Independent (Dublin)

### Itália
- Corriere della Sera (Milão)
- Il Manifesto (Roma)
- La Repubblica (Roma)
- La Stampa (Turim)
- Il Gazzettino (Veneza)
- Il secolo XIX (Génova)
- La Padania (Milão)
- L'Unità (Roma)
- Il Sole-24 Ore  (Milão)

### Reino Unido
- The Times (Londres)
- The Sun (Londres)
- The Guardian (Manchester)
- The Independent (Londres)
- The Daily Mirror (Londres)
- Daily Telegraph (Londres)
- The Herald (Glasgow)

### Rússia
- Komsomolskaya Pravda (Moscou)
- Pravda (São Petersburgo)
- The Moscow Times (Moscou)

## Oceania

### Austrália
- Courier Mail (Melbourne)
- The Age (Melbourne)
- The Sydney Morning Herald (Sydney)
- The Sun-Herald (Sydney)
- The Daily Telegraph (Sydney)

### Nova Zelândia
- The Auckland Herald (Auckland)

1. ↑  «A Nação – Jornal Independente -». Consultado em 11 de outubro de 2021